# Rany Julek! O tym, jak Julian Tuwim został poetą
Rany Julek! O tym, jak Julian Tuwim został poetą – książka dla dzieci autorstwa Agnieszki Frączek o Julianie Tuwimie z 2013 roku, z ilustracjami Joanny Rusinek. Wydana nakładem Wydawnictwa Literackiego. Od tego czasu miała ponad 10 wydań, większości nakładem tego wydawnictwa.

## Odbiór i analiza
W 2014 książka była nominowana do nagrody Zielona Gąska.
W 2017 roku książka została umieszczona na liście lektur szkolnych do wspólnego i indywidualnego czytania dla klas I-III (była nią nadal w roku szkolnym 2024/2025).
Według Anny Józefowicz, książka zawiera pewne motywy związane z koncepcjami slow life i slow parenting.
Józefowicz pozytywnie oceniła też książkę, zaliczając ją do literatury „stymulującej kreatywne myślenie i twórcze działanie”, zauważając, że książka zwraca uwagę na wszechstronne zainteresowania młodego Tuwima.
Elżbieta Zarych negatywnie oceniła wierszowane przypisy w książce, jako „ani pouczające, ani śmieszne”; pozytywnie natomiast o przypisach wyraziła się Beata Dziąbek.